# Oliver Harvey (1er baron Harvey de Tasburgh)
Oliver Charles Harvey (26 novembre 1893-29 novembre 1968) est un fonctionnaire et diplomate britannique.

## Biographie
Harvey est le fils de Charles Harvey, 2e baronnet. Il fait ses études au Malvern College.
Il rejoint le service diplomatique en tant que troisième secrétaire en 1920, après avoir été admis au concours ouvert en septembre 1919. Il est nommé deuxième secrétaire du 15 décembre 1920, premier secrétaire du 22 octobre 1926, et conseiller du 21 janvier 1936. Il est nommé Commandeur de l'Ordre de Saint-Michel et Saint-Georges lors des honneurs du couronnement de 1937.
Il est nommé Compagnon de l'Ordre du Bain lors des distinctions honorifiques du Nouvel An 1944 à la suite de son service en tant que secrétaire privé principal du secrétaire d'État. Il est sous-secrétaire d'État adjoint aux Affaires étrangères de 1946 à 1948 et ambassadeur en France de 1948 à 1954. Il est nommé chevalier commandeur de l'ordre de Saint-Michel et Saint-Georges lors des honneurs d'anniversaire de 1946 (et promu chevalier grand-croix de cet ordre lors des honneurs du nouvel an de 1948) et chevalier grand-croix du Royal Ordre victorien dans les honneurs d'anniversaire 1950.
Le 3 juillet 1954, il est élevé à la pairie en tant que baron Harvey de Tasburgh, de Tasburgh dans le comté de Norfolk. Quatre mois plus tard, il succède à son demi-frère en tant que quatrième baronnet de Crown Point.

## Vie privée
Lord Harvey de Tasburgh épouse Maud Annora, fille d'Arthur Watkin Williams-Wynn, en 1920. Il meurt en novembre 1968, à l'âge de 75 ans, et est remplacé à ses titres par son fils Peter. Lady Harvey de Tasburgh est décédée en 1970.
Lord Harvey et Maud Annora (née Williams Wynn) ont :
- Peter Charles Oliver Harvey, 2e baron Harvey de Tasburgh (né le 28 janvier 1921, décédé le 18 avril 2010)
- John Wynn Harvey (né le 4 novembre 1923, décédé le 21 septembre 1989)

Les journaux de Lord Harvey sont conservés à la British Library.